# Alison Smithson

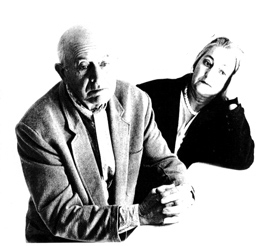
Peter und Alison Smithson

Alison Margaret Smithson (* 22. Juni 1928 in Sheffield; † 16. August 1993 in London) war eine britische Architektin.

## Leben
Alison Smithson studierte an der University of Durham, wo sie auch ihren späteren Ehegatten Peter Smithson kennenlernte. 1950 gründeten sie ihr Architekturbüro APS in London, das sie bis zum Tod von Alison Smithson 1993 gemeinsam leiteten.